# Princess and the Pony
Princess and the Pony (también conocida como 1st Furry Valentine) es una película dramática de 2011 de The Asylum. Es la primera película familiar de The Asylum que no se comercializa bajo su etiqueta de orientación cristiana Faith Films, desviándose del uso que hace el estudio de contenido para adultos en sus otras películas.

## Sinopsis
Mientras trata de establecerse en su nuevo entorno después de ser enviada a vivir con parientes en Estados Unidos, una joven princesa mimada cuida a un pony cautivo por un dueño de carnaval cruel y deshonesto.

## Reparto
- Fiona Perry como la princesa Evelyn Cottington[3]
- Bill Oberst Jr. como Theodore Snyder
- Bobbi Jo Lathan como tía Fay
- Ron Hajak como Lawrence
- Aubrey Wakeling como Fernando
- Alison Lees-Taylor como Velora
- Jonathan Nation como Sheriff Bartelbaum
- Olivia Stuck como Becky
- Kim Little como la reina Matilda
- Brian Ibsen como Roberts
- Michael William Arnold como Timmy
- Twinkie como Echo the Pony

## Recepción
Common Sense Media le dio a la película una estrella y la criticó por tener «una cantidad impactante de violencia para una película catalogada como "entretenimiento familiar'». En contraste, la Fundación Dove calificó la película favorablemente y declaró que era una «película entretenida para toda la familia» y le otorgó el sello Dove «Aprobado por la familia».